# 火の鳥 (1994年の宝塚歌劇)
『火の鳥』（ひのとり）は宝塚歌劇団によって制作された舞台作品。花組公演。形式名は「グランド・ショー」。24場。原作は手塚治虫による同名の漫画。作・演出は草野旦。併演作品は『ブラック・ジャック 危険な賭け』。

## 公演期間と公演場所
- 1994年3月25日 - 5月9日　宝塚大劇場[1]
- 1994年7月3日 - 7月29日　東京宝塚劇場[2]

## 解説
※『宝塚歌劇100年史（舞台編）』の宝塚大劇場公演参考。
10編からなる手塚治虫の『火の鳥』から、火の鳥の永遠性、不老不死、生と死と復活などのテーマ性を生かし、特に"愛の力のみが永遠の命を得ることができる唯一のカギである"という題を具現化したショー作品。手塚治虫記念館の誕生を祝ってのメモリアル公演。愛の力で蘇るフェニックスを、宝塚公演では花組76人と80期の初舞台生39人を加えた115人のメンバーで表現している。

## スタッフ
※氏名の後ろに「宝塚」「東京」の文字がなければ両劇場共通。
- 作曲・編曲：寺田瀧雄[1][2]/吉田優子[1][2]/高橋城[1][2]
- 編曲・ピアノ演奏：羽田健太郎[1][2]
- 演奏：東宝オーケストラ(東京）[3]
- オカリナ演奏：宗次郎[1][2]
- 音楽指揮：野村陽児（宝塚）[1]、伊沢一郎（東京）[2]
- 振付：羽山紀代美[1][2]/尚すみれ[1][2]/名倉加代子[1][2]/謝珠栄[1][2]
- 装置：大橋泰弘[1][2]
- 衣装：任田幾英[1][2]
- 照明：勝柴次朗[1][2]
- 音響：加門清邦[1][2]
- 小道具：万波一重[1][2]
- 効果：川ノ上智洋[1][2]
- 演出補：谷正純[1][2]
- 演出助手：中村一徳[1][2]/荻田浩一[1][2]
- 振付助手：伊賀裕子[1][2]
- 装置補：新宮有紀[1][2]
- 衣装補：田口美香[1][2]
- 舞台進行：森田智広[1][2]
- 舞台監督：佐田民夫（東京）[3]/斉藤安彦（東京）[3]/柴田尚（東京）[3]/阿部雅一（東京）[3]/藤村信一（東京）[3]
- 制作：久保孝満[1][2]
- 製作担当：津村健二（東京）[2]
- 企画協力：手塚プロダクション[1][2]
- 衣装生地提供：日東紡績 株式会社[5][3]

## 主な配役
宝塚
- 火の鳥 - 安寿ミラ
- 光の星人男S、アンドロイド星人男S、ジュラシックハンター、コドー、フェニックス男S、ファイヤーバード男S - 真矢みき[1]
- 光の星人女S、フローラ星人、歌手、人形、ラヴァー女、フェニックス女S、ファイヤーバード女S - 森奈みはる
- お茶の水博士 - 未沙のえる[1]
- 光の星人女A、ジュラシック星人女A、科学者 - 美月亜優[1]
- 光の星人男A、ジュラシック星人男A、科学者、フェニックス男A - 海峡ひろき[1]
- ランプ - 天地ひかり[1]
- 光の星人女A、フロッグ - 詩乃優花[1]
- ライヤ - 九重遥[1]
- 光の星人男B、ラヴァー男 - 宝樹芽里[1]
- 光の星人男A、フローラ星人S、フェニックス男A - 愛華みれ[1]
- 光の星人男A、歌手、フロッグ、オルガ - 紫吹淳[1]
- 光の星人男A、フェニックス男 - 匠ひびき[1]
- 光の星人女A、歌手、フェニックス女S - 月影瞳[1]

東京の変更点（7月3日-7月26日。ロンドン公演のため、安寿ミラ、萌水せりか、紫吹淳、夏城令、麻希ゆい、二葉かれん、伊織直加、みずき愛、真由華れお、月影瞳、鈴懸三由岐、朝海ひかるは休演。）
- 火の鳥 - 真矢みき[3]
- 光の星人男S、ジュラシックハンター、フローラ星人S、フェニックス男S、ファイヤーバードの男S - 愛華みれ[6]
- ジュラシック星人男A、オルガ - 匠ひびき[7]
- アンドロイド星人S、ゴドー - 海峡ひろき[7]

東京の変更点（7月27日-7月29日。ロンドン公演出演者のうち、安寿ミラのみ出演。）
- 火の鳥 - 安寿ミラ[7]
- 光の星人男S、ジュラシックハンター、アンドロイド星人S、ゴドー、フェニックス男S、ファイヤーバード男S - 真矢みき[3]